# Sims (Indiana)
Sims – jednostka osadnicza w Stanach Zjednoczonych, w stanie Indiana, w hrabstwie Grant.